# Haugesund
Haugesund är en stad som utgör centralort i Haugesunds kommun i Rogaland fylke i sydvästra Norge. Tätorten (norska: tettstedet) hade 1 januari 2022 totalt 45 686 invånare, varav 9 089 i Karmøy kommun.

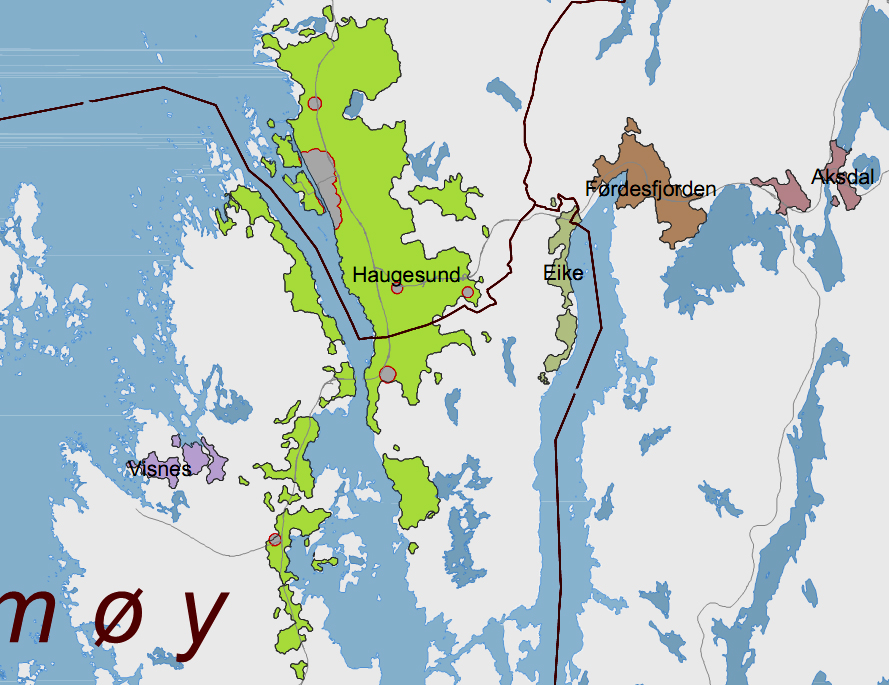
Statistisk avgränsning av tätorten Haugesund i grönt.

## Historia
Haugesund grundades år 1854 vid dess separation från den tidigare grannkommunen Torvastad. Kommunen firade därför sitt 150-årsjubileum år 2004. 
Dess uppkomst sammanhänger med vårsillfisket som inleddes här på 1850-talet, och 1866 blev Haugesund köpstad. Den växte snabbt och blev en av huvudpunkterna för sillfisket, hade flera fabriker för tillverkning av fiskkonserver, och var på 1930-talet Norges 4:e rederistad med 241 fartyg på smamanlagt 180.372 nettoregisterton.
Trots att staden är relativt ung har området under tidigare varit profilerat som ett vikingatida maktcentrum. Harald Hårfager, Norges första kung, hade sitt hem vid Avaldsnes, som är strax utanför den nuvarande kommungränsen. Hårfagre begravdes vid Haug, vid Karmsundet, ett område som senare skulle ge namn åt staden och kommunen "Haugesund". Nationalmonumentet "Haraldstötten" är uppfört på den plats där Harald tros ligga begraven.
De skyddande sunden Smedasund och Karmsund gav staden möjlighet att växa bade inom fiskeri och rederi. Karmsund är ännu idag ett av Norges mest trafikerade sjöleder. Trots en minskande befolkningstillväxt växer ännu staden till ytan.
Idag är strömmingen borta sedan länge och industrin har börjat att fokusera mer och mer på oljebranschen, liksom grannstaden Stavanger.

## Namnets ursprung
Staden är namngiven efter Haugesundet, som i sin tur tagit namn från gården Hauge (fornnordiska Haugar), som i modern svenska betyder "högar".

## Stadsbild
Staden är belägen vid Nordsjöns kust och ön Karmøy, samt ett antal mindre öar skyddar mot vind och våg. Mellan Karmøy och Haugesund (fastlandet) finns det livligt trafikerade Karmsundet. Centrala Haugesunds gatunät påminner om Kristiansands och Oslos gatunät.
Under de senaste 20 åren har staden befäst sin position som handelscentra för Haugaland och de södra delarna av Hordaland. Det finns flera, relativt stora köpcentra I stadens utkanter.
I Haugesund finns världens enda staty av Marilyn Monroe, gjord av Nils Aas . Orsaken är att Marilyn Monroes far, Martin Edward Mortensen, kom från Haugesund.

## Berömda människor från Haugesund
- Martin Edward Mortensen (Marilyn Monroes far)
- Jon Fosse, författare
- Susanne Sundfør
- Jonas Sundal, gitarrist

## Bilder

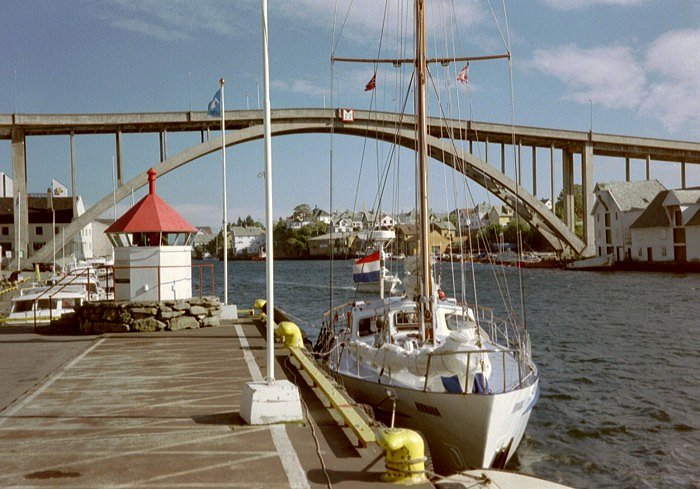
Risøybron.
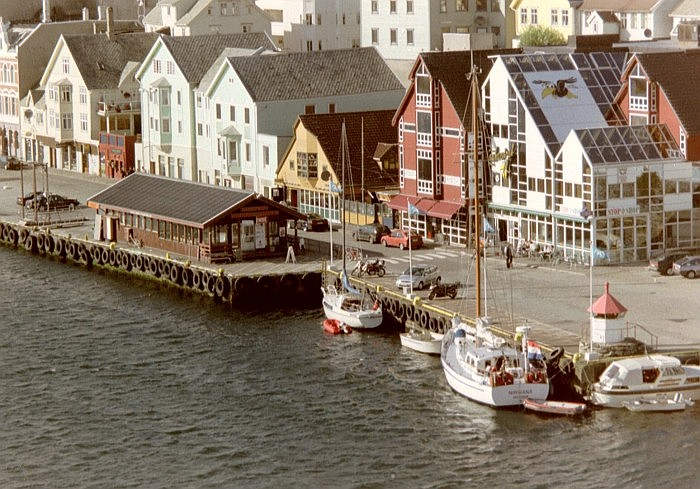
Haugesund från Risøybron.
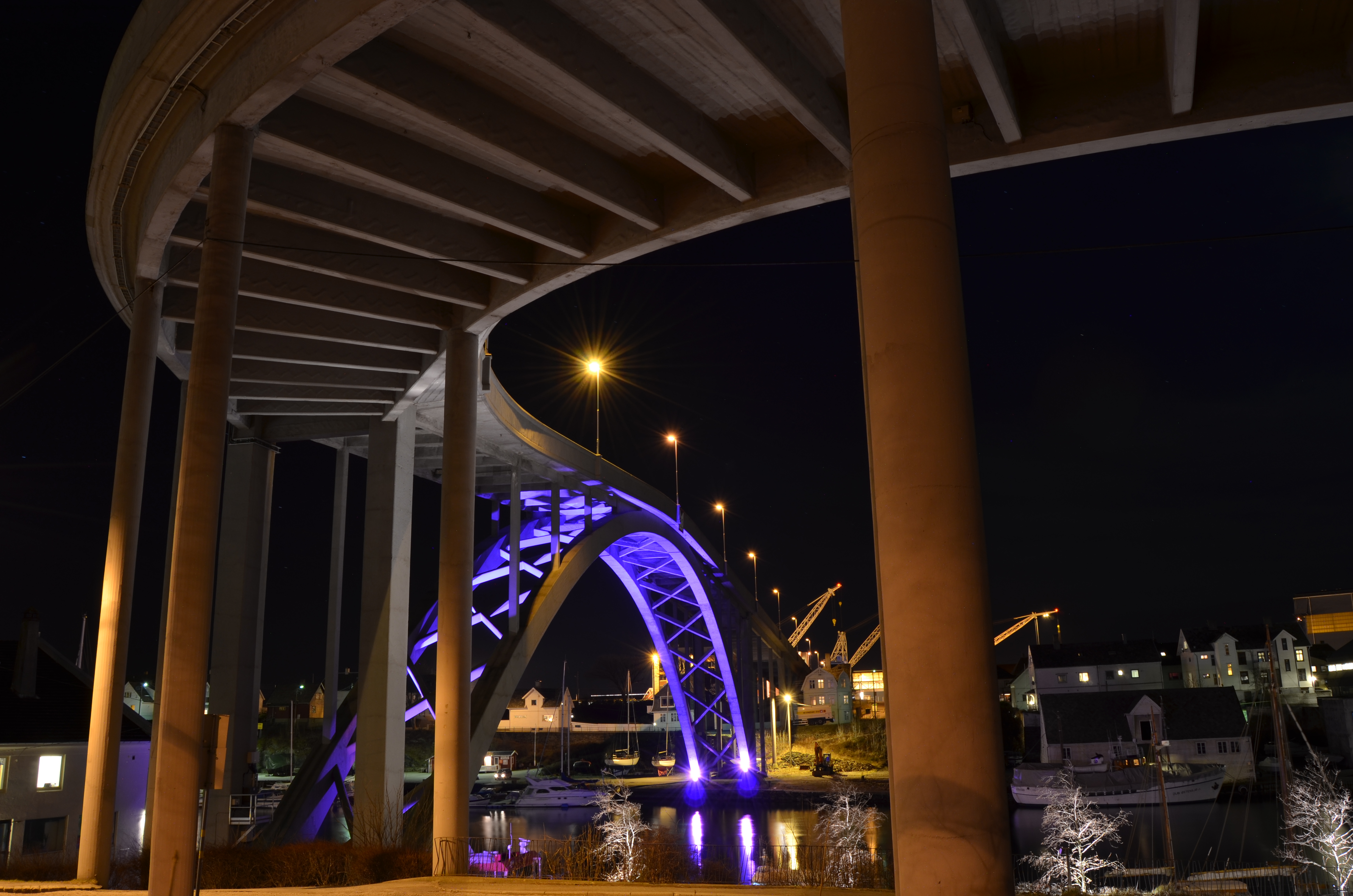
Risøybron sedd från Haugesund.
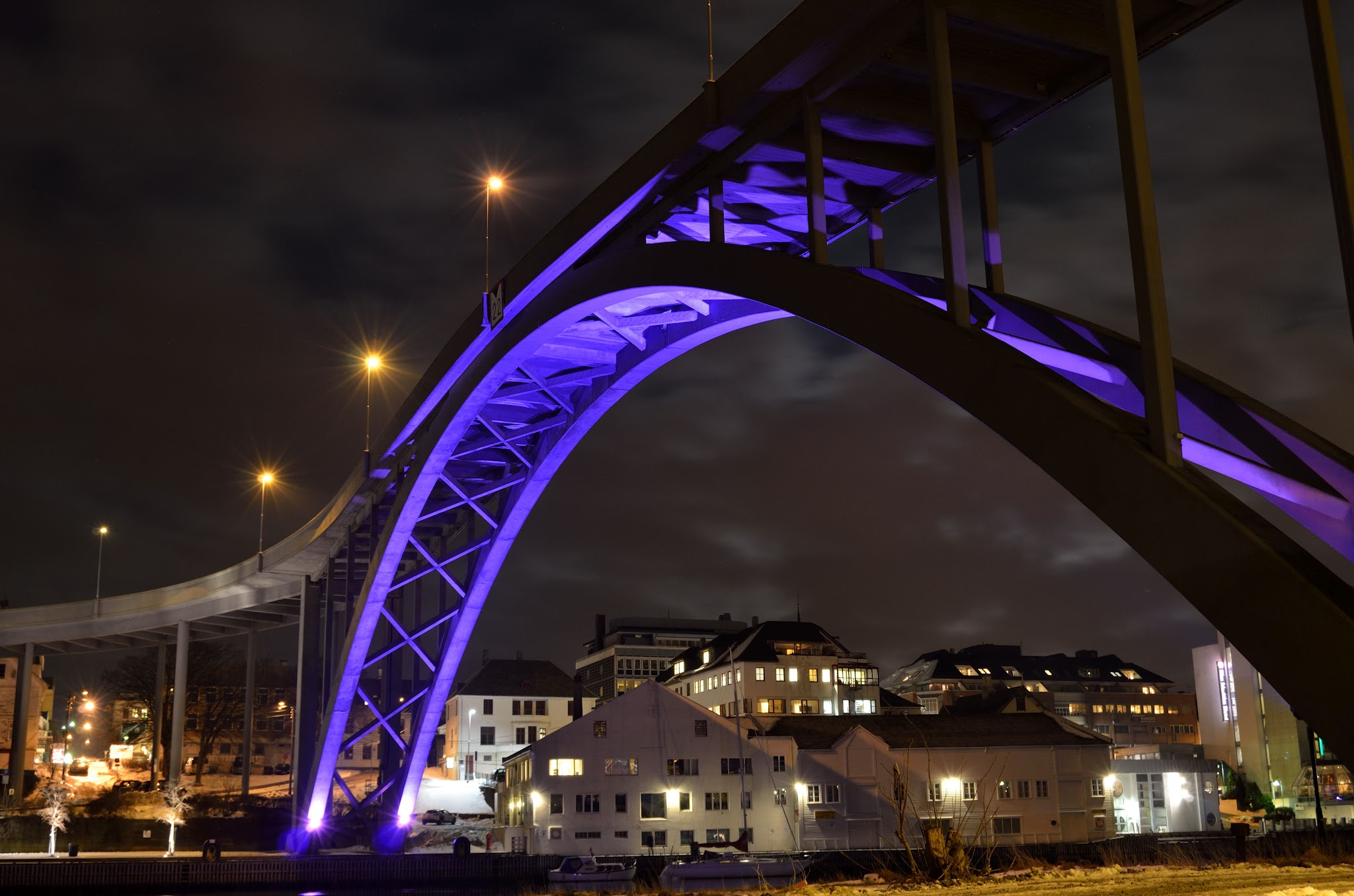
Risøybron sedd från Risøy.
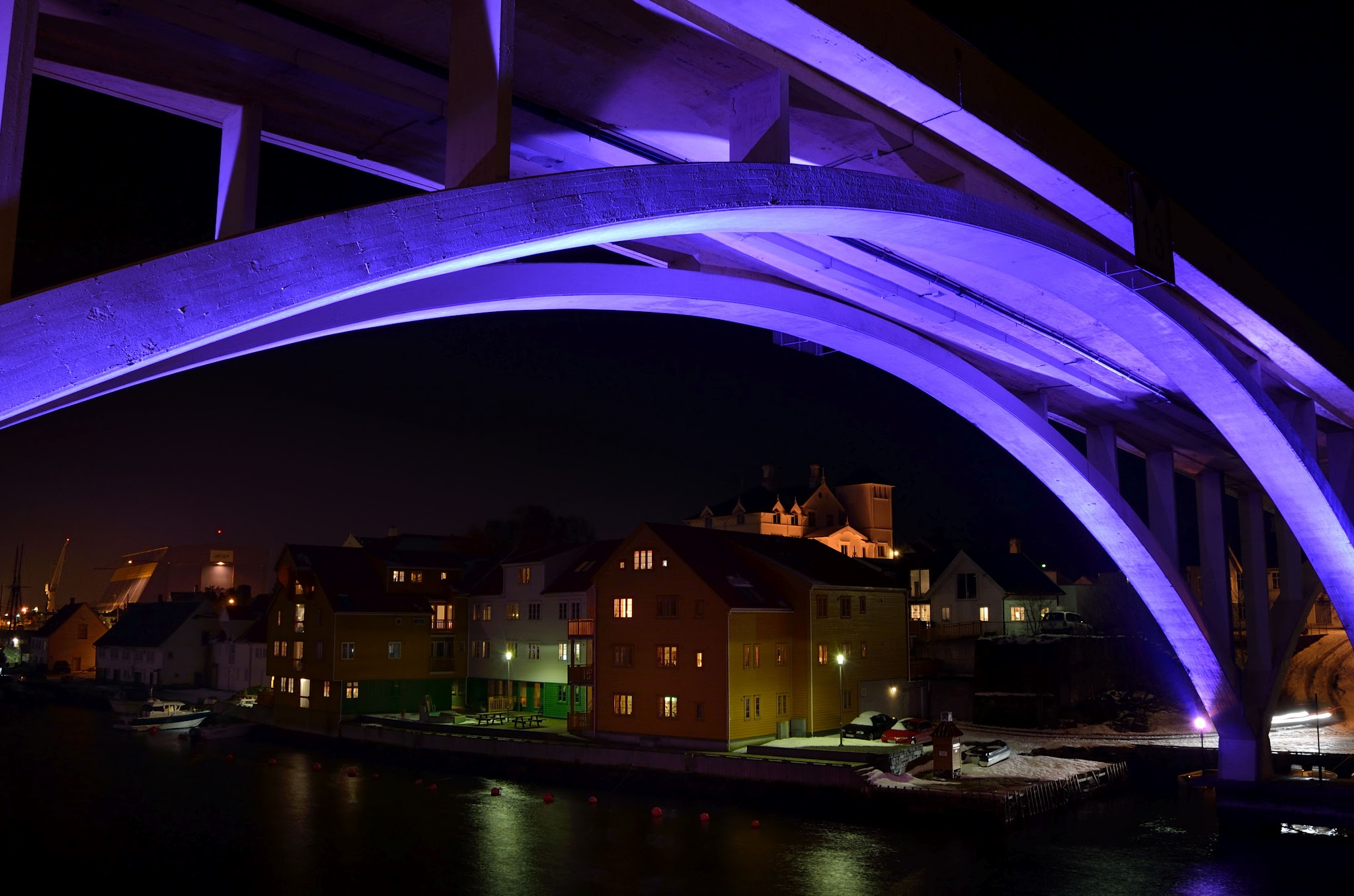
Hasseløy bro.
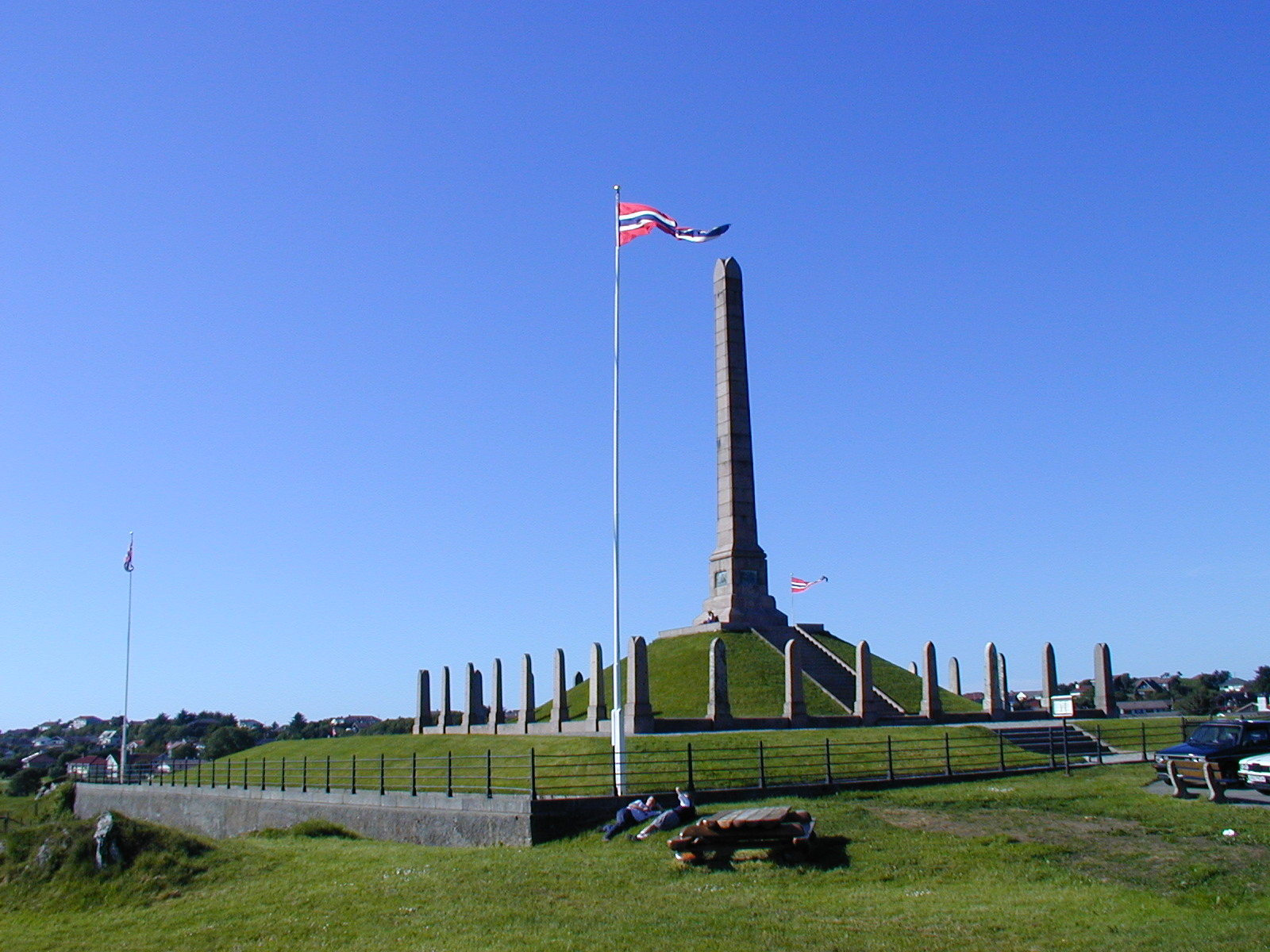
Monumentet Haraldshaugen i Haugesund.